# Isolasia
Isolasia là một chi bướm đêm thuộc họ Noctuidae.

## Loài
- Isolasia biramata Warren, 1912